# Barrio el Plan Ocoyotepec
Barrio el Plan Ocoyotepec är en ort i Mexiko, tillhörande kommunen Almoloya de Juárez i den västra delen av delstaten Mexiko, i den centrala delen av landet. Orten hade 109 invånare vid folkräkningen 2010.